# Championnat du Panama de football 1992
Navigation
Saison précédente Saison suivante
Le Championnat ANAPROF 1992 est la cinquième édition de la première division panaméenne.
Lors de ce tournoi, le Tauro FC a tenté de conserver son titre de champion du Panama face aux neuf meilleurs clubs panaméens.
Seulement deux places étaient qualificatives pour la Coupe des champions de la CONCACAF.

## Les 10 clubs participants
| \| Panama City : Alianza FC Euro Kickers Panamá Viejo FC CD Plaza Amador Tauro FC CD Pan de Azúcar Panama City I Deportivo M y M San Francisco FC Independiente Santa Fe Sporting de Colón \| Localisation des clubs engagés dans le championnat. |
| Panama City : Alianza FC Euro Kickers Panamá Viejo FC CD Plaza Amador Tauro FC CD Pan de Azúcar Panama City I Deportivo M y M San Francisco FC Independiente Santa Fe Sporting de Colón                                                           |

| Club                   | Stade                                    | Capacité          | Ville         |
| Alianza FC             | Camp Luis Ernesto Tapia (es)             | 900               | Panama City   |
| Euro Kickers           | Stade Rommel Fernández Stade Javier Cruz | 32 000 2 500      | Panama City   |
| Independiente Santa Fe | Stade inconnu                            | Capacité inconnue | Santa Fe      |
| Deportivo M y M        | Stade inconnu                            | Capacité inconnue | Río Mar       |
| CD Pan de Azúcar (en)  | Stade Javier Cruz                        | 2 500             | San Miguelito |
| Panamá Viejo FC        | Stade Rommel Fernández                   | 32 000            | Panamá Viejo  |
| CD Plaza Amador        | Stade Rommel Fernández                   | 32 000            | Panama City   |
| San Francisco FC       | Stade Agustín Sánchez                    | 3 040             | La Chorrera   |
| Sporting de Colón      | Stade inconnu                            | Capacité inconnue | Colón         |
| Tauro FC               | Stade Rommel Fernández                   | 32 000            | Panama City   |

## Bilan du tournoi
| Tableau d'Honneur        |                 |
| Compétition              | Vainqueur       |
| Championnat ANAPROF 1992 | CD Plaza Amador |

| Qualifications continentales 1992-1993 |                                   |
| Coupe des champions de la CONCACAF     | Qualifiés                         |
| Premier tour de qualification          | CD Plaza Amador Sporting de Colón |

| Promotions et relégations |                                      |
| Relégué en Primera A      | Independiente Santa Fe               |
| Promu de Primera A        | Concordia FC Bravos del Projusa (es) |